# Neal Buckon
Mons. Neal James Buckon (* 3. září 1953, Columbus) je americký římskokatolický duchovní a pomocný biskup arcidiecéze vojenských služeb USA.

## Život
Narodil se 3. září 1953 v Columbusu ve státu Ohio.
Po střední škole studoval biologii na John Carroll University v University Heights. Během studia vstoupil do Záložního důstojnického výcvikového sboru. Po studiu vstoupil do Armády Spojených států amerických.
Během sedmileté vojenské kariéry byl např. velitelem 1. obrněné divize v německém Erlangenu a 24. pěší divize ve Fort Stewart. Působil také ve Vrchním velitelství spojeneckých sil v Evropě.
Po demobilizaci začal studovat historii na Cleveland State University. Následně se rozhodl vstoupit do kněžského semináře Saint Mary's Seminary a započal studium teologie na Borromeo College.
Dne 25. května 1995 byl biskupem Anthony Michaelem Pillou vysvěcen na kněze a inkardinován do clevelandské diecéze. Stal se farním vikářem farnosti Markéty Marie v South Euclid.
Roku 1996 se stal vojenským kaplanem. Jako kaplan působil v Saúdské Arábii, Iráku či Jižní Koreji.
Dne 3. ledna 2011 jej papež Benedikt XVI. jmenoval pomocným biskupem arcidiecéze vojenských služeb USA a titulárním biskupem z Vissalsy. Biskupské svěcení přijal 22. února 2011 z rukou arcibiskupa Timothy Broglia. Spolusvětiteli byli biskup Richard Gerard Lennon a biskup Anthony Michael Pilla.